# Tutin
Tutin (v srbské cyrilici Тутин) је město jihozápadní části Srbska, u hranice s Černou Horou. Administrativně spadá pod Rašský okruh. Je centrem vlastní opštiny. V roce 2011 mělo město 10 094 obyvatel. Městem protéká říčka Vidrenjak. Obklopují jej pohoří Ponor, Mokra planina, Velika Hinaja a Jarut.
Existuje několik teorií o vzniku názvu, podle jedné odkazuje na srážku tutnja během povstání Huseina Grabaščeviće v roce 1831, dříve se město jmenovalo Donja Mitrova.
Město se rozkládá v hornaté krajině regionu Sandžak (v tzv. Štavičské kotlině), jihozápadně od města Novi Pazar a severovýchodně od Rožajů v Černé Hoře. Má tři mešity a pravoslavný kostel zasvěcený Petru a Pavlovi. Většina místního obyvatelstva se hlásí k bosňácké národnosti. 
Současný Tutin vznikl nejspíše v 17. nebo 18. století. Současný název je doložen až v roce 1868 v zápisku jednoho anglického cestovatele. Místní mešita byla nejspíše postavena v první polovině 19. století. Po skončení turecké nadvlády v roce 1912 mělo dnešní město pouhých 20 domů a do současné podoby se rozvíjelo až během 20. století. V meziválečné Jugoslávii spadalo pod Zetskou bánovinu. Do druhé světové války zde žilo jen 400 obyvatel. V roce 1999 mělo 8840 obyvatel. V roce 2011 se stal prvním městem v Srbsku, které vyrábělo vlastní elektrickou energii díky větrným elektrárnám. Instalován zde byl výkon 600 KW. 
Tutin je jedním z mála měst, jehož počet obyvatel v Srbsku setrvale roste.

## Ekonomika
V okolí města se nachází povrchový důl/doly.

## Známé osobnosti
- Mensur Suljović (nar. 1972), rakouský sportovec
- Saffet Sancaklı (nar. 1966), turecký fotbalista a politik